# Koščeva učna pot
Koščeva učna pot je naravoslovna učna pot naravnega rezervata Iški morost (IUCN Ia) na Ljubljanskem barju. Nahaja se ob cesti med naseljema Lipe oziroma Črna vas (na severu) in Brest (na jugu) na obsežnih mokrotnih travnikih.  
Koščeva učna pot je dolga 1300 m in v obe smeri traja uro in pol. Opremljena je z opazovalnico v obliki ptičjega gnezda, kjer lahko obiskovalci spoznavajo bogastvo biotske pestrosti vlažnih ekstenzivnih travnikov. Rezervat ima tudi funkcijo poskusne površine, na kateri Društvo za opazovanje in proučevanje ptic Slovenije skupaj s kmeti prikazuje pticam prijazne načine upravljanja kmetijske površine.
Koščeva pot se prične ob vstopni tabli pri mostu čez Iško. Po 400 metrih se pride do opazovalnice. V nadaljevanju je učna pot označena z osmimi točkami. 

## Življenjska okolja na Iškem morostu
1. Mejice in osamljeni grmi
2. Pticam prijazen način košnje
3. Uravnana reka Iška
4. Mokrotni travniki
5. Visoke steblike
6. Poplavni gozd
7. Grmišče
8. Obnovljeni travniki

O vsebini se je mogoče poučiti v vodniku po učni poti. Točke opisujejo življenjski prostor na Ljubljanskem barju ter vrste rastlin in živali, pomen osamljenih grmov in mejic sredi prostranih travnikov. Prikazan je pomen sobivanja kosca (ptice) in človeka, ki travnike kosi. Zanimiva so tudi opozorila na nevarnosti uvajanja tujih vrst.
V opazovalnici je nameščena tabla, ki prikazuje živalski in rastlinski svet mokrotnih travnikov Ljubljanskega barja. Prikazan je tudi pticam prijazen način košnje. Prav tako je prikazano življenjsko okolje v rezervatu ter travniki Iškega morosta nekoč in danes.

## Vir
- Eva Vukelič (2007). Vodnik po koščevi učni poti: Naravni rezervat Iški morost. Društvo za opazovanje in proučevanje ptic Slovenije, Ljubljana. COBISS 231972352. ISBN 978-961-90786-6-2.